# Сенько Василь Михайлович
Васи́ль Миха́йлович Сенько́ (22 листопада 1941, с. Ізки, Міжгірський район, Закарпатська область, Україна) — український художник. Член Спілки художників України. Заслужений художник України Брат Сенька Івана Михайловича.

## Життєпис

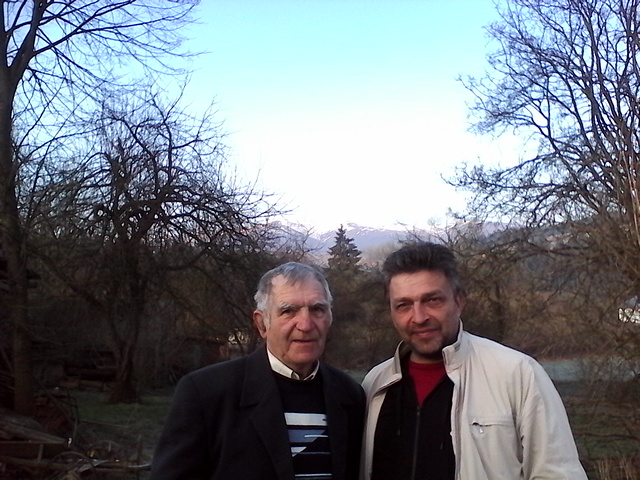
Василь Сенько (ліворуч)

Любов до малювання в нього від мами, котра вміла гарно малювати. Василь Михайлович малює з дитинства, стільки, скільки себе пам'ятає. Починав малювати з розпису жіночих хустин
У 1959 вступав у художнє училище, але не поступив. Згодом закінчив Ужгородський державний університет. 
Працював на Донбасі за спеціальністю «прохідник шахт». Після повернення на Закарпаття здобув освіту перукаря. Працював продавцем у магазині. Служив у війську. Був директором школи, а також вчителював.

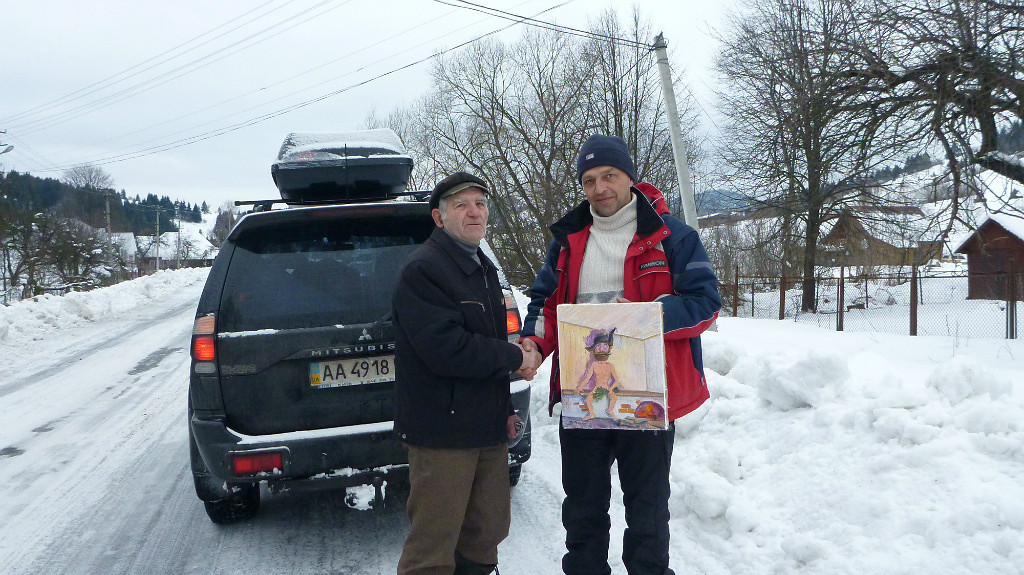
Карпатські друзі

На початку 1990-х знайомиться з заслуженим художником України, Василем Петровичем Свалявчиком, який є членом національної спілки художників України з 1987 року.
Мав сина Василя, який також був художником, він малював сакральні картини, однак помер у віці 29 років від діабету. 
Має онуку Андріану.

## Творчість
Малювання — це невід'ємна частина життя Василя Сенько. Малює він з раннього дитинства й донині. Починав з розпису жіночих хустин, але найулюбленіше — це українські Карпати та пейзажі. Змальовує полонини, зелені ліси і стрімкі потоки, річки та водоспади, увіковічнює самобутні традиції та обряди українських етносів Карпат. 
Творчості Василя Сенька притаманне імпресіоністсько-реалістичне бачення навколишньої природи. Це така манера художнього письма, за якого природа постає перед глядачем такою, якою її хотів бачити художник. Часом варто додати один штришок на полотні і одразу зміниться кольорова гама художньої композиції.

Диплом за участь 2017

Перша виставка в житті Василя Михайловича відбулась у 1976 році серед вчителів малювання всієї закарпатської області. Постійна участь у місцевих виставках та пленерах в Міжгір'ї, об'єднання художників «Карпатські кольори», які відбуваються щорічно. Виставка в Мукачево у 2014 році.
Участь у виставках в Києві з 2015 у будинку художників.

## Цитати
|  | Не маю спеціальної освіти художника, але накопичив багаторічний досвід пленерного живопису. Від відомих майстрів уже запозичив багато чого і продовжую вчитися. Так роблять навіть зіркові художники і цього не приховують. Це один із законів малювання в групі просто неба |

## Нагороди

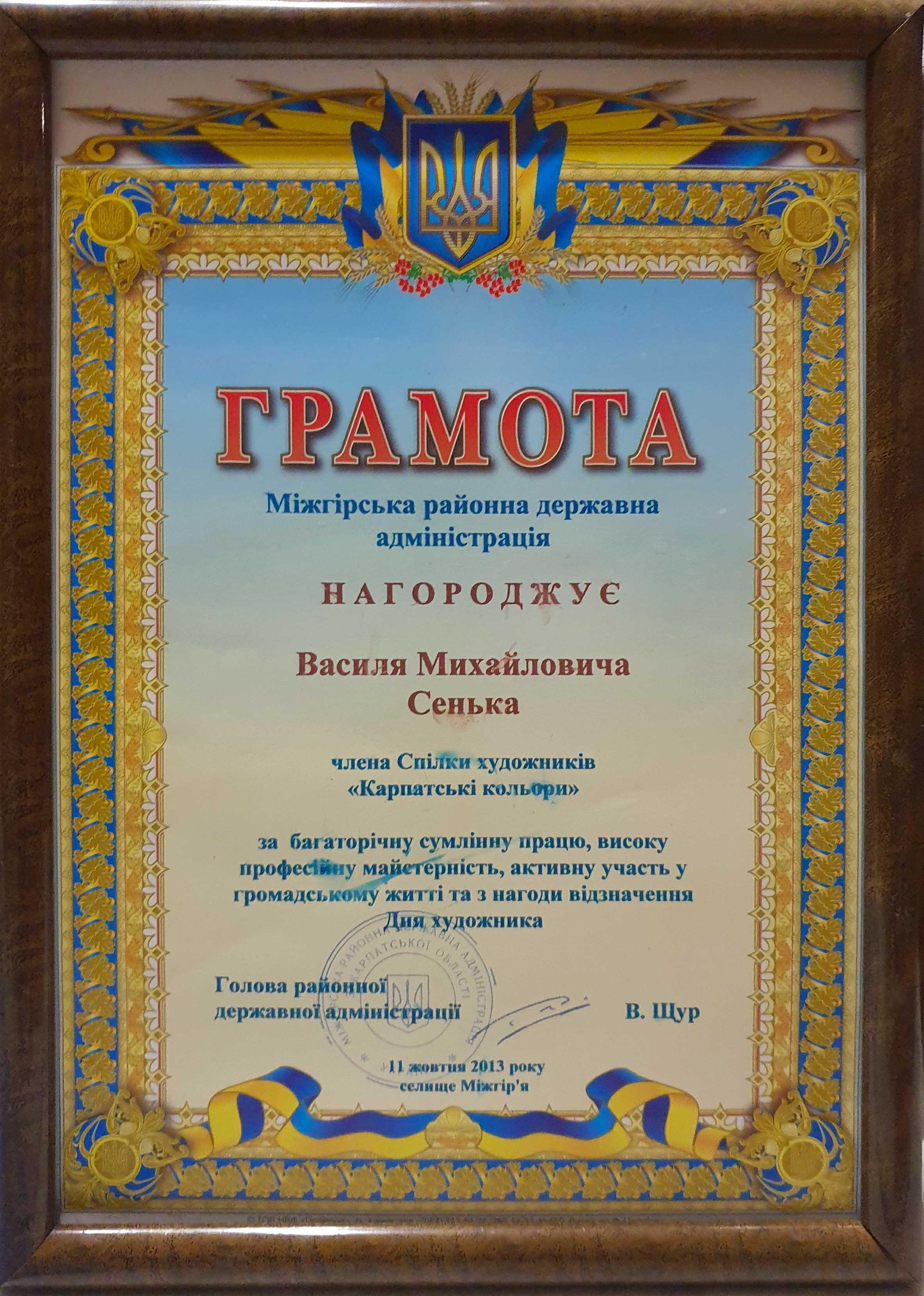
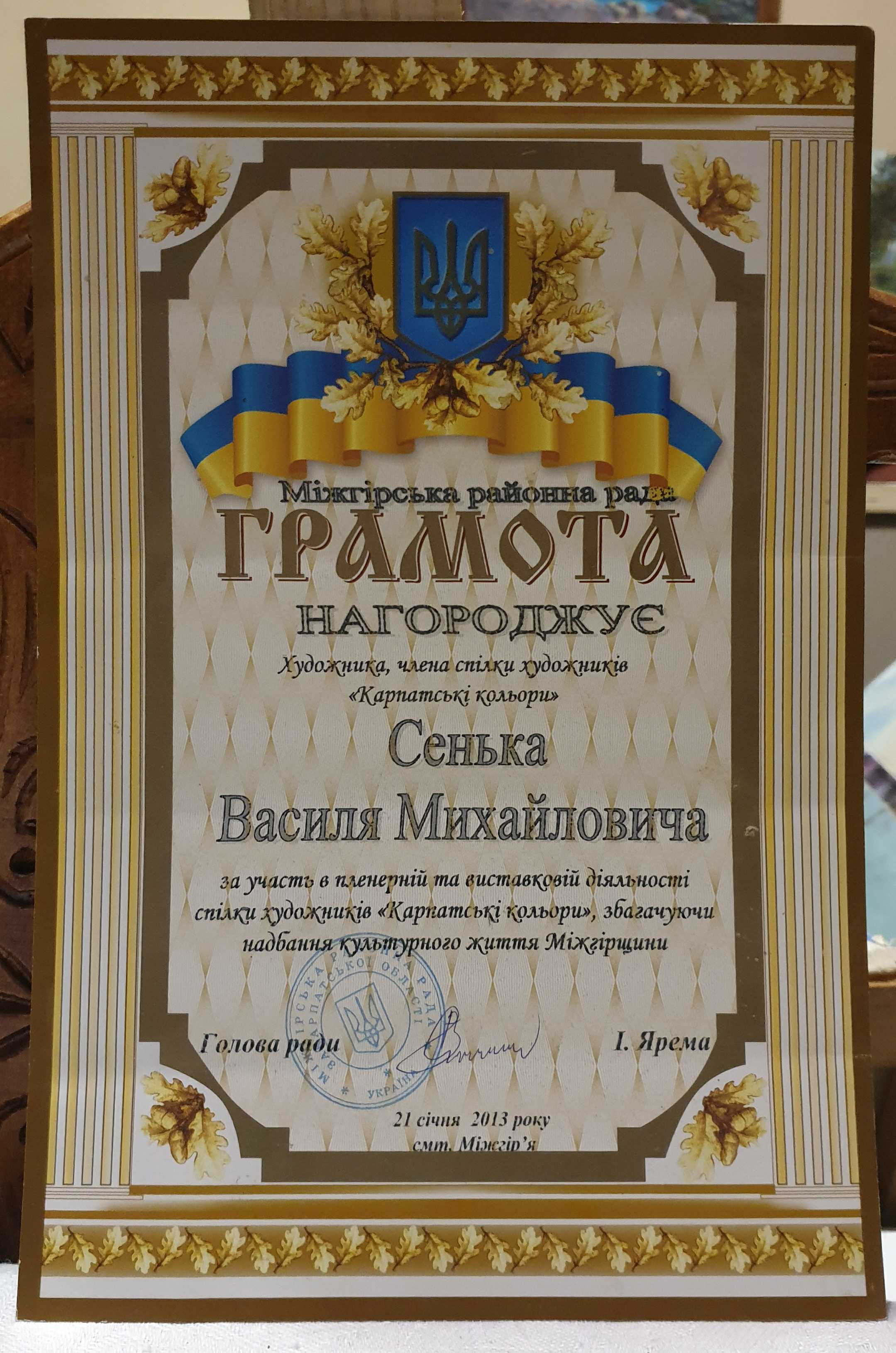
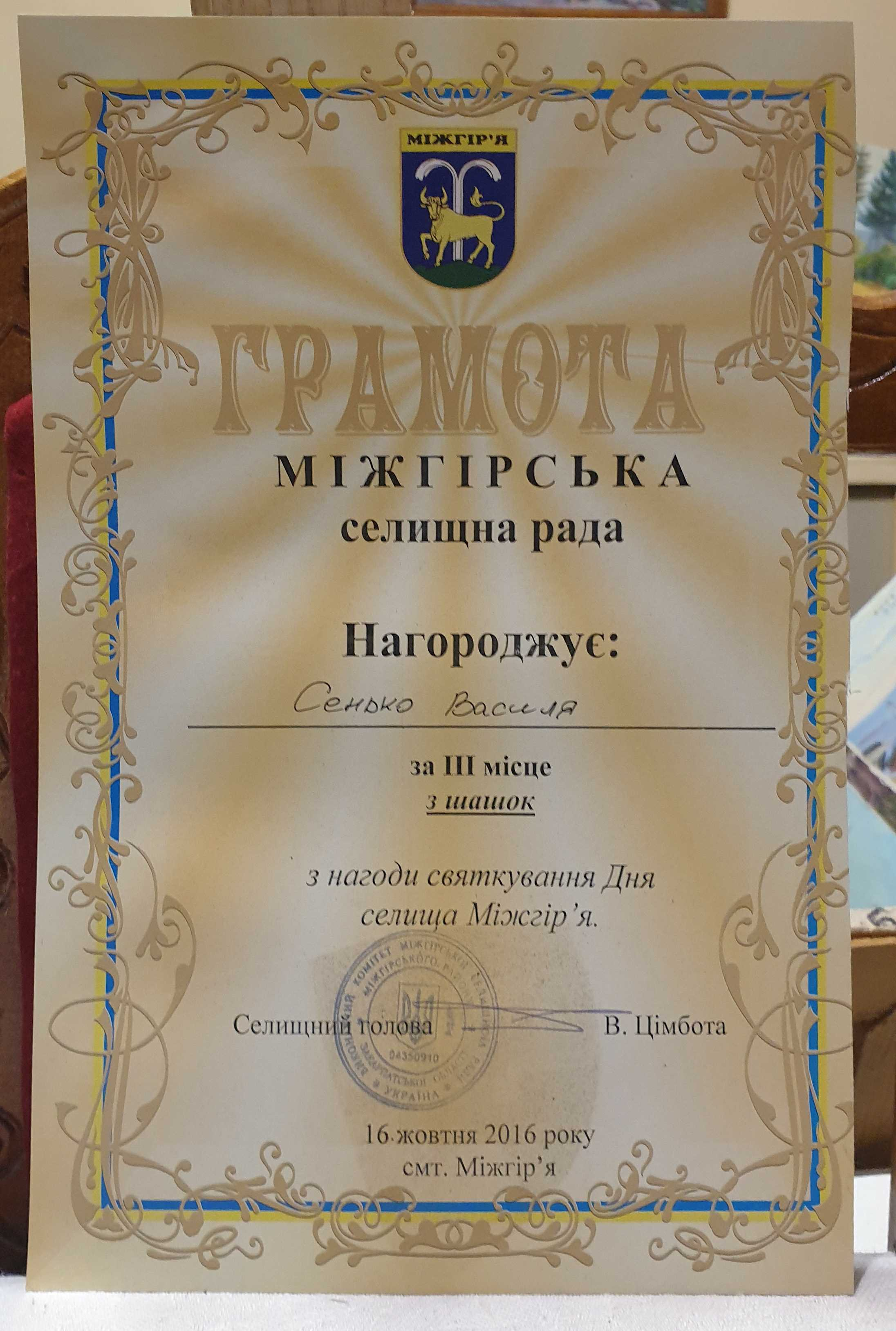
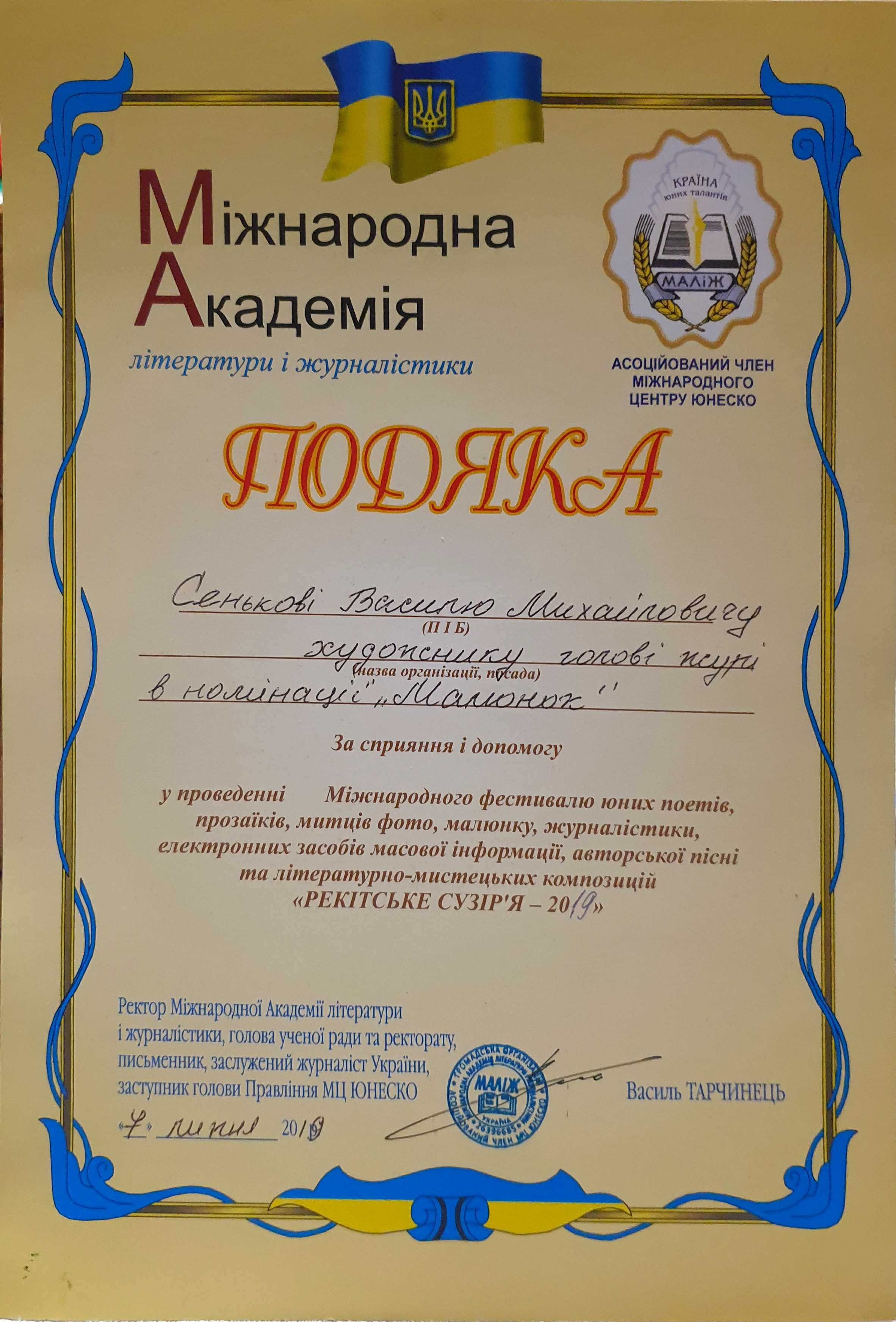
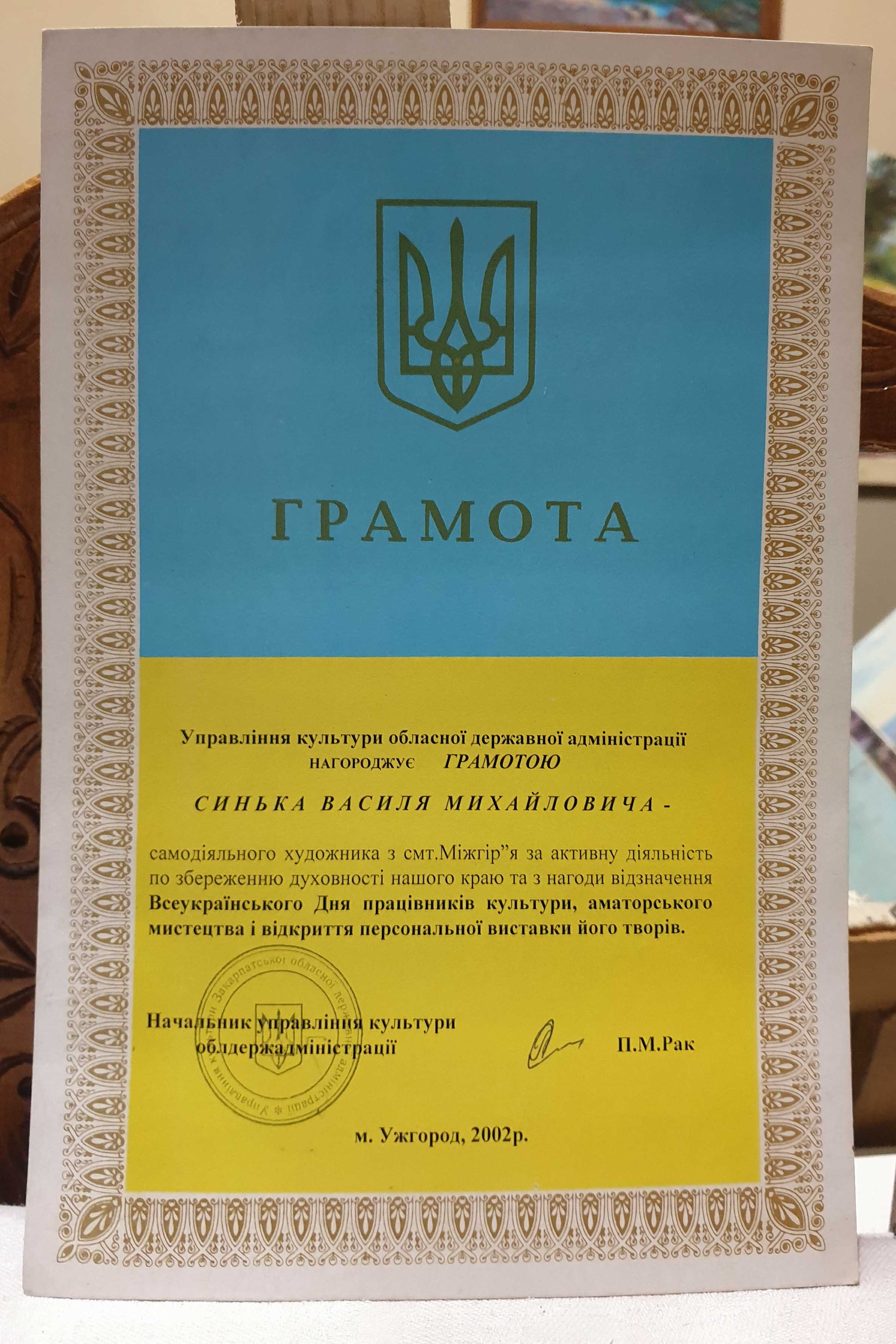
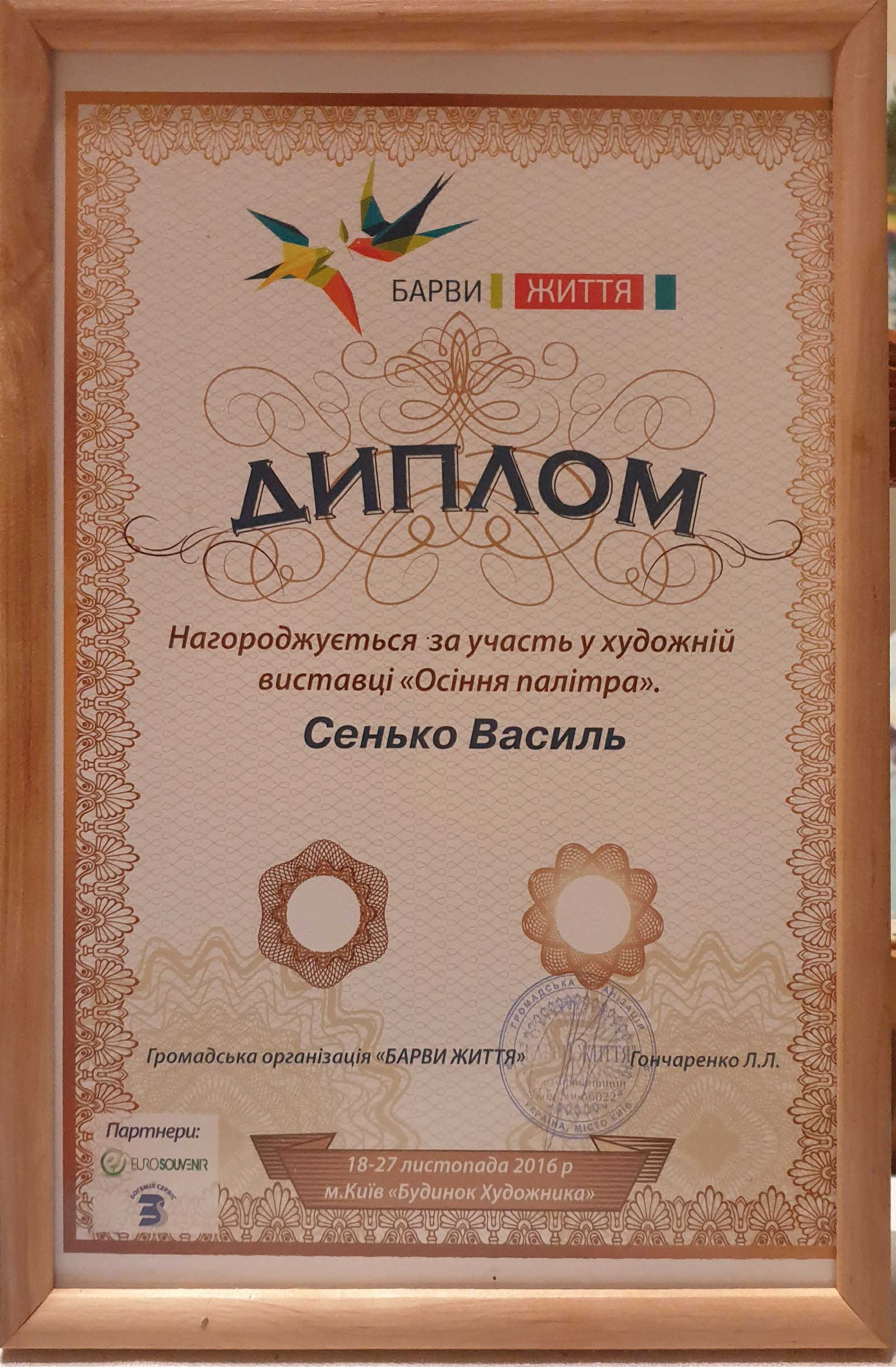
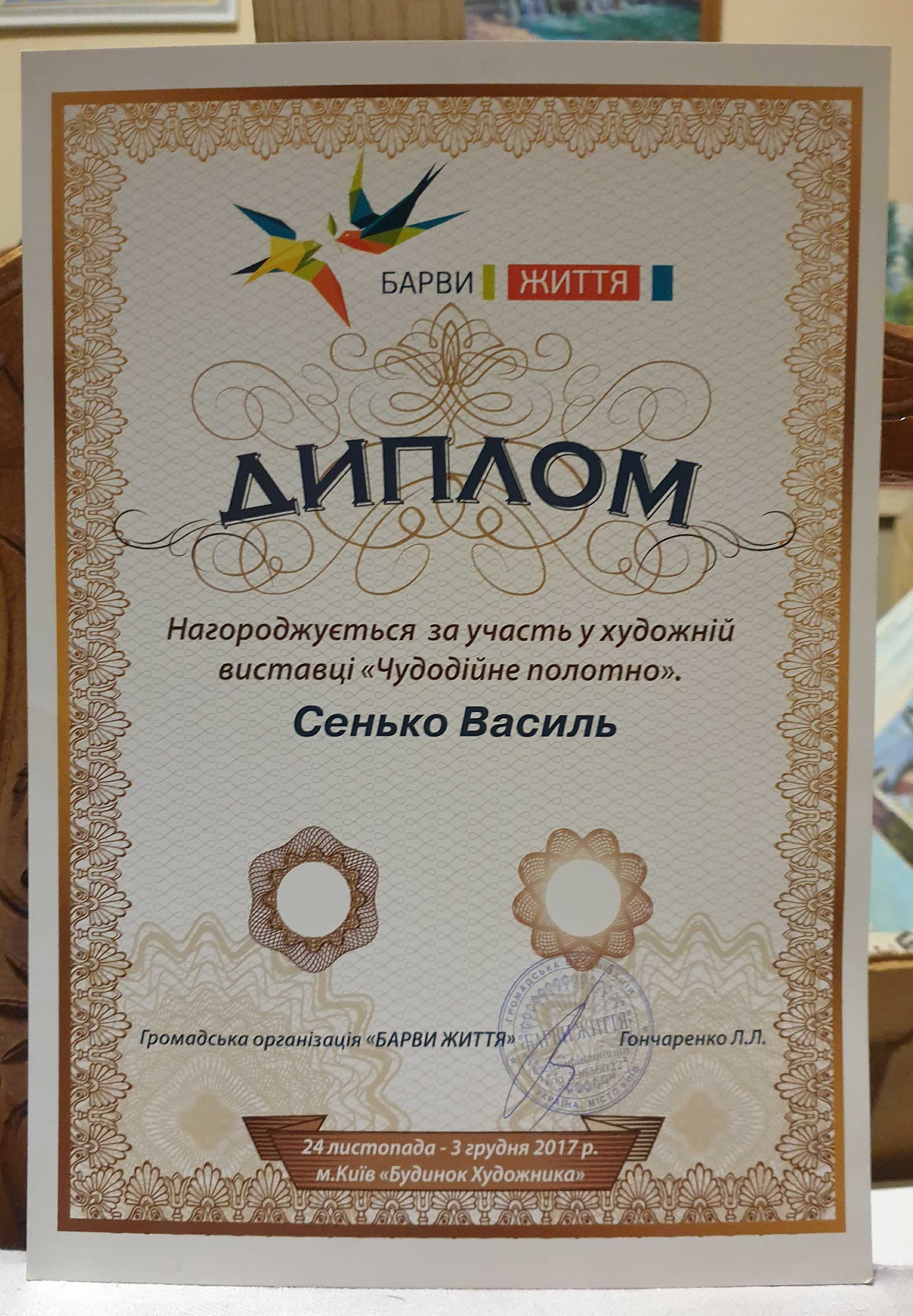
Грамоти та нагороди художника Сенько В.М.